# Clariallabes
Clariallabes – rodzaj słodkowodnych ryb sumokształtnych z rodziny długowąsowatych (Clariidae).

## Zasięg występowania
Afryka – większość gatunków zasiedla wody w dorzeczu Konga.

## Klasyfikacja
Gatunki zaliczane do tego rodzaju:
- Clariallabes attemsi
- Clariallabes brevibarbis
- Clariallabes centralis
- Clariallabes heterocephalus
- Clariallabes laticeps
- Clariallabes longicauda
- Clariallabes manyangae
- Clariallabes melas
- Clariallabes mutsindoziensis
- Clariallabes petricola
- Clariallabes pietschmanni
- Clariallabes platyprosopos
- Clariallabes simeonsi
- Clariallabes teugelsi
- Clariallabes uelensis
- Clariallabes variabilis

Gatunkiem typowym jest Clarias melas (=Clariallabes melas).